# شرکت سبا پردازش
شرکت سباپردازش ، یک شرکت ایرانی فعال در زمینه سیستم‌های نوین بانکی است که از سال ۱۳۷۸ فعالیت خود را آغار نموده‌است.

## تاریخچه
شرکت سباپردازش (سهامی خاص) در تاریخ ۳۱ خرداد ماه سال ۱۳۷۸ هجری شمسی (۲۱ ژوئن ۱۹۹۹میلادی) با هدف ارائه خدمات تخصصی مشاوره مدیریت و امنیت در حوزه فناوری اطلاعات و ارتباطات و پیاده‌سازی سیستم‌های نوین مرتبط، به ویژه در حوزه بانکداری، تأسیس شده‌است. کادر فنی این شرکت در مدت زمانی کوتاه پس از تأسیس آن موفق به انجام پروژه‌های متعدد در سطح ملی گردیدند.

## حوزه فعالیت
- سیستم‌های بانکداری مبتنی بر فناوری اطلاعات و ارتباطات
- مشاوره مدیریت:

1. انجام مطالعات و تدوین برنامه راهبردی.
2. طراحی نظام جامع انفورماتیک برای سازمان‌ها.
3. خدمات مشاوره در زمینه فناوری ارتباطات و اطلاعات.
4. خدمات مشاوره در زمینه اصلاح ساختار، طراحی فرایندها و تدوین شرح وظایف سازمان.
5. خدمات مشاوره و طراحی سیستم‌های مدیریتی.

- امنیت اطلاعات[۳]

1. ارزیابی امنیتی و آزمون نفوذ
2. نگهداری امنیتی شبکه
3. CSIRT
4. SOC
5. تجزیه و تحلیل بدافزار
6. مشاوره امنیت

## تجربه بین‌المللیامضای دیجیتال
در زمانی که امضای دیجیتال در کشور روزهای سختی را می‌گذراند، شرکتی ایرانی با توان متخصصان داخلی توانست در همین زمینه موفقیت‌های جهانی کسب کند و موفق به اجرای پروژه امضای دیجیتال در کشورهای دیگر شود. اجرای موفق پروژه پیاده‌سازی امضای دیجیتال در کشورهای جامائیکا، کامرون، زیمبابوه و بوتان، توسط سباپردازش و شریک خارجی، نام آنان را جهانی نمود. امروزه این محصول صد در صد ایرانی می‌باشد و این مهم اهمیت کار آنان را بیشتر می‌کند.

## راهکار امنیتیتصدیق هویت(avaCAS)
شرکت سباپردازش برای نخستین بار در کشور راهکارهایی امنیتی را جهت مدیریت مرکزی و یکپارچه کاربران سیستم‌های بانکی و موسسات مالی پیاده‌سازی نمود. این محصول که با نام «سامانه جامع تصدیق هویت مرکزی» (avaCAS) معرفی شده است، پاسخگوی نیازهای امنیتی سرویس‌های گوناگون بوده و این امکان را به مدیران می‌دهد که به صورت هم‌زمان از روش‌های متنوع برای تصدیق هویت کاربران استفاده نمایند.

## مأموریت
مأموریت شرکت سباپردازش ارائه انواع سیستم‌های بانکداری الکترونیکی، تأمین امنیت در فضای تبادل اطلاعات و ارائه خدمات مشاوره مدیریت به شرکت‌ها و سازمان‌ها جهت رفع نیازهای مدیریتی و کلان فناوری اطلاعات و امنیت در ایران و خاورمیانه می‌باشد.

رویکرد این شرکت در اجرای موفق پروژه‌ها، توجه به کیفیت خدمات و برآورده کردن نیازهای کارفرما می‌باشد. با توجه به نقش و اهمیت نیروی انسانی در اجرای موفقیت‌آمیز هر پروژه، این شرکت راهبرد خود را بر پایه جذب نیروهای توانمند، متخصص و باتجربه بنا نهاده است.

مشتری‌مداری و تقویت روحیهٔ مشارکت میان کارکنان از ارزش‌های اصولی شرکت می‌باشد. آرمان ما رسیدن به جایگاه شرکتی تراز اول در زمینه ارائه راه حل‌های بانکی و امنیتی است.

## موقعیت کنونی
این شرکت از سال ۱۳۹۳ تا ۱۳۹۶ همواره رتبه اول شورای عالی انفورماتیک کشور را در زمینه امنیت فضای تولید و تبادل اطلاعات کسب نموده‌است. همچنین تاکنون توانسته است در زمینه آموزش، پژوهش، ارائه و پشتیبانی نرم‌افزارهای پایه، سیستم و ابزارهای تولید و پشتیبانی، نرم‌افزارهای سفارشی برای مشتریان، خدمات پشتیبانی، خدمات شبکه‌های اطلاع‌رسانی، شبکه داده‌های رایانه‌ای و مخابراتی، مشاوره و نظارت بر اجرای طرح‌های انفورماتیک و فناوری اطلاعات و ارتباطات، رتبه‌های ممتاز کشوری را کسب نماید.

## چشم‌انداز
- روند روبه رشد استفاده از زیرساخت‌های الکترونیکی بر اساس گزارش‌های ضریب نفوذ زیر ساختهایی مانند تلفن، تلفن همراه و اینترنت.
- روند روبه رشد استفاده از خدمات غیرحضوری از طریق ارائه در بسترهای الکترونیکی.
- آشنایی بیش از پیش نسل جاری با امکانات فن آوری اطلاعات و ارتباطات و درک عمیق‌تر از فواید استفاده از آن.
- الزامات قانونی موجود و ناظر به سودآوری بانک‌های کشور از طرف بانک مرکزی.
- الزامات سهامداران بانک‌ها و موسسات مالی و اعتباری به کوچک شدن حجم شعب (کاستن تعداد شعب) و تمرکز بر ارائه خدمات از طریق راهکارهای غیرحضوری.
- پیچیده شدن حملات و جرایم مالی و بالا رفتن متعاقب آستانه حساسیت کاربران سامانه‌های مختلف به خصوص مالی در بحث احراز هویت و نیز امنیت در فن آوری اطلاعات و ارتباطات.